# 할로윈 7: H20
《할로윈 7: H20》(영어: Halloween H20: 20 Years Later)은 1998년 개봉한 미국의 슬래셔 영화이다. "손 삼부작"(Thorn Trilogy)으로 불리는 세 편의 전작 《할로윈 4》(1988), 《할로윈 5》(1989), 《할로윈 6》(1995)에서 쌓아놓은 서사와 설정을 건너뛰고 《할로윈 2: 저주받은 병실》(1981)을 계승하며 시리즈를 리부트하였다. 제이미 리 커티스, 애덤 아킨, 미셸 윌리엄스, 재닛 리, LL 쿨 J 등이 출연하였다. 조시 하트넷의 영화 데뷔작이다.
《할로윈 8: 부활》(2002)로 이어진다.

## 출연
- 제이미 리 커티스 - 로리 스트로드 / 케리 테이트 역
- 조시 하트넷 - 존 테이트 역
- 애덤 아킨 - 윌 브레넌 역
- 미셸 윌리엄스 - 몰리 하트웰 역
- 애덤 핸버드 - 찰리 데버로 역
- 조디 린 오키프 - 세라 웨인스로프 역
- 재닛 리 - 노마 왓슨 역
- LL 쿨 J - 로널드 "로니" 존스 역
- 크리스 듀랜드 - 마이클 마이어스 역
- 낸시 스티븐스 - 매리언 체임버스휘팅턴 역
- 조지프 고든레빗 - 지미 하월 역
- 맷 윈스턴 - 맷 샘프슨 역
- 리사 게이 해밀턴 - 셜리 "셜" 존스 역 (목소리)

## 우리말 녹음
MBC 성우진 (2002년 9월 8일)
- 엄현정 - 케리 (제이미 리 커티스)
- 안지환 - 존 (조시 하트넷)
- 박영희 - 몰리 (미셸 윌리엄스)
- 권혁수 - 윌 (애덤 아킨)
- 정남 - 매리언 (낸시 스티븐스)
- 박지훈 - 로니 (LL 쿨 J)
- 김영선 - 지미 (조지프 고든레빗)
- 박선영 - 세라 (조디 린 오키프)
- 이선주
- 최원형
- 김호성
- 이철용
- 이상범
- 김서영
- 이자옥
- 최한
- 표영재